# Georges Rapaire
 (septembre 2013).
Georges Rapaire ou Rapaire, également connu sous son pseudonyme Rigot, né le 28 juin 1905 et mort le 17 septembre 1999 à Monaco, était chirurgien-dentiste de métier, peintre et collectionneur monégasque. Il a vécu en dehors des écoles et des courants.

## Biographie
En 1928, Georges Rapaire ouvre son cabinet de dentiste à Monaco dans l’immeuble familial et il épouse la même année Teresa Raffetti dont il aura un fils l’année suivante. Au cours des années 1930, peu satisfait des repeints qu’il observe sur les toiles et tableaux anciens qu’il achète, il s’initie aux techniques de restauration. Il développe parallèlement à son activité de dentiste une œuvre personnelle, qu’il signe du pseudonyme de « Rigot » et expose en 1949, à Paris, à la Galerie Bernheim-Jeune, suscitant le vif intérêt de la critique.
Dans les années 1950, ayant acquis une solide technique, il abandonne son œuvre personnelle pour se consacrer à la copie et à l’imitation de maîtres anciens. C’est seulement la décennie suivante qu’il reviendra à son inspiration première. Après une période, dont il se détournera, sans pour autant la renier, Georges Rapaire, qui signe désormais « G. L. Rapaire », développe une œuvre très singulière de 1973 à 1989.
Il délaisse, en effet, les scènes de l’intimité familiale ou de la vie heureuse au bord de la Méditerranée, caractéristiques de sa première période de peinture, pour la ville, notamment dans ses transformations à la fin du XXe siècle. Dès lors, Rapaire, qui appartient à une ancienne famille monégasque, peindra, sans nostalgie aucune, ce nouveau visage de Monaco. Il choisit, délibérément, de ne représenter que quelques endroits précis du territoire monégasque, loin des clichés et des cartes postales : le port, les nombreux chantiers qui métamorphosent la ville, le quartier du Larvotto, les antennes de télévision et les cheminées… dans une approche très curieuse faite d’infimes variations. 
« Les tableaux de Georges Rapaire était stylistiquement comparables aux œuvres picturales numériques d’aujourd’hui, à celles – exemple parmi d’autres – d’une Rebecca Campell, une jeune artiste américaine de la côte ouest, née à peu près quand Georges Rapaire peignait ses paysages de la cité monégasque. […] Georges Rapaire fait figure de visionnaire. » (Jean-Michel Bouhours).
Jusqu'en 1989 où il s'arrête net, Georges Rapaire « peignit 167 tableaux en 15 ans. Ce fut avec la minutie des peintres du XVe siècle, qu'il préférait avant tout. Monégasque, il a représenté presque uniquement les paysages de Monaco en pleine mutation immobilière. Il ne les aimait que déserts. Chez lui, l'hyperréalisme prend ses racines chez van Eyck » (Pierre Descargues).

## Œuvres de Georges Rapaire dans les collections publiques
- Nouveau musée national de Monaco (NMNM)
- Mairie de la Ville de Monaco
- Présidence de la République Tunisienne

## Exposition récente
Une exposition, Georges Rapaire - Œuvres 1974/1989, commémorant le centième anniversaire de sa naissance est organisée du 8 décembre 2005 au 7 janvier 2006 à la Salle du quai Antoine 1er à Monaco. Une partie de son œuvre figure dans les collections du Nouveau musée national de Monaco.

## Monographie
- Pierre Descargues, Jacques Parsi et Catherine Valogne (préf. Jean-Michel Bouhours), Rapaire : le clandestin, Saint-Rémy-en-l'eau, Monelle Hayot, coll. « BEAUX ARTS », 2005, 263 p. (ISBN 9782903824488)